# 제이 O. 샌더스
제이 O. 샌더스(Jay O. Sanders, 1953년 4월 16일 ~ )는 미국의 배우이다.

## 출연 작품
- 뮤직 오브 하트
- 키스 더 걸
- 투모로우
- 노바디스 칠드런 (1994, Nobody's Children)